# Saffraantroepiaal
De saffraantroepiaal (Xanthopsar flavus) is een zangvogel uit de familie Icteridae (troepialen). De vogel werd in 1788 door  Johann Friedrich Gmelin opgenomen in zijn verbeterde editie van de Systema Naturae van Carl Linnaeus. Het is een bedreigde vogelsoort in Zuid-Amerika. 

## Kenmerken
De vogel is 18 cm lang. Het is een opvallende zwart-geel gekleurde vogel van moerasgebied. Het mannetje heeft een goudgele kop, goudgele kleine vleugeldekveren, stuit en buik en borst. De nek is zwart, evenals de verdere bovenkant van de vogel, de staart en de veren tussen het oog en de snavelbasis. Het vrouwtje is minder uitbundig gekleurd, ze is merendeels olijfbruin van boven en egaal geel van onder.

## Verspreiding en leefgebied
Deze soort komt voor van Paraguay tot zuidoostelijk Brazilië, Uruguay en noordoostelijk Argentinië. Vooral in Paraguay komt de vogel voor in dichte moerasvegetaties, maar wordt ook aangetroffen in rijstvelden. In andere landen komt de vogel ook voor in wat droger, agrarisch gebied, meestal laagland tot op 1100 meter boven zeeniveau.

## Status
De grootte van de populatie werd in 2019 door BirdLife International geschat op 1500 tot 7000 volwassen individuen en de populatie-aantallen nemen af door habitatverlies. Het leefgebied wordt aangetast door drooglegging en omzetting van de gebieden in intensief gebruikte weidegronden, de teelt van hout of terrein voor menselijke bewoning. Om deze redenen staat deze soort sinds 2019 als Bedreigd op de Rode Lijst van de IUCN.